# Domenico Fernelli
Domenico Fernelli (Gonzaga, 1825 – Mantova, 1908) è stato un patriota italiano.

## Biografia
Domenico Fernelli fu membro nella colonna mantovana che combatté nel 1848 e poi come garibaldino s'impegnò nella difesa della Repubblica romana. Tornato a Mantova, fu partecipe del comitato rivoluzionario democratico dal quale provennero i Martiri di Belfiore. In particolare approfittando della sua professione di commerciante di granaglie, Enrico Tazzoli e Giovanni Acerbi gli affidarono messaggi per i comitati delle città vicine, soprattutto Verona. 
Fu arrestato dagli austriaci con varie imputazioni, delle quali certamente la più grave riguardava l'induzione alla diserzione di soldati ungheresi. A causa di tale grave accusa, nonostante il dichiarato pentimento, fu condannato a ben sedici anni di carcere da scontare, come altri imputati dello stesso processo, a Josephstadt. Tuttavia, dopo quattro anni, fu liberato in seguito all'amnistia generale concessa dall'imperatore Francesco Giuseppe.